# Oscarverleihung 2017
Übersicht aller ausgezeichneten Filme

◄◄ | ◄ | 2013 | 2014 | 2015 | 2016 | Oscarverleihung 2017 | 2018 | 2019 | 2020 | 2021 | ►

Weitere Ereignisse

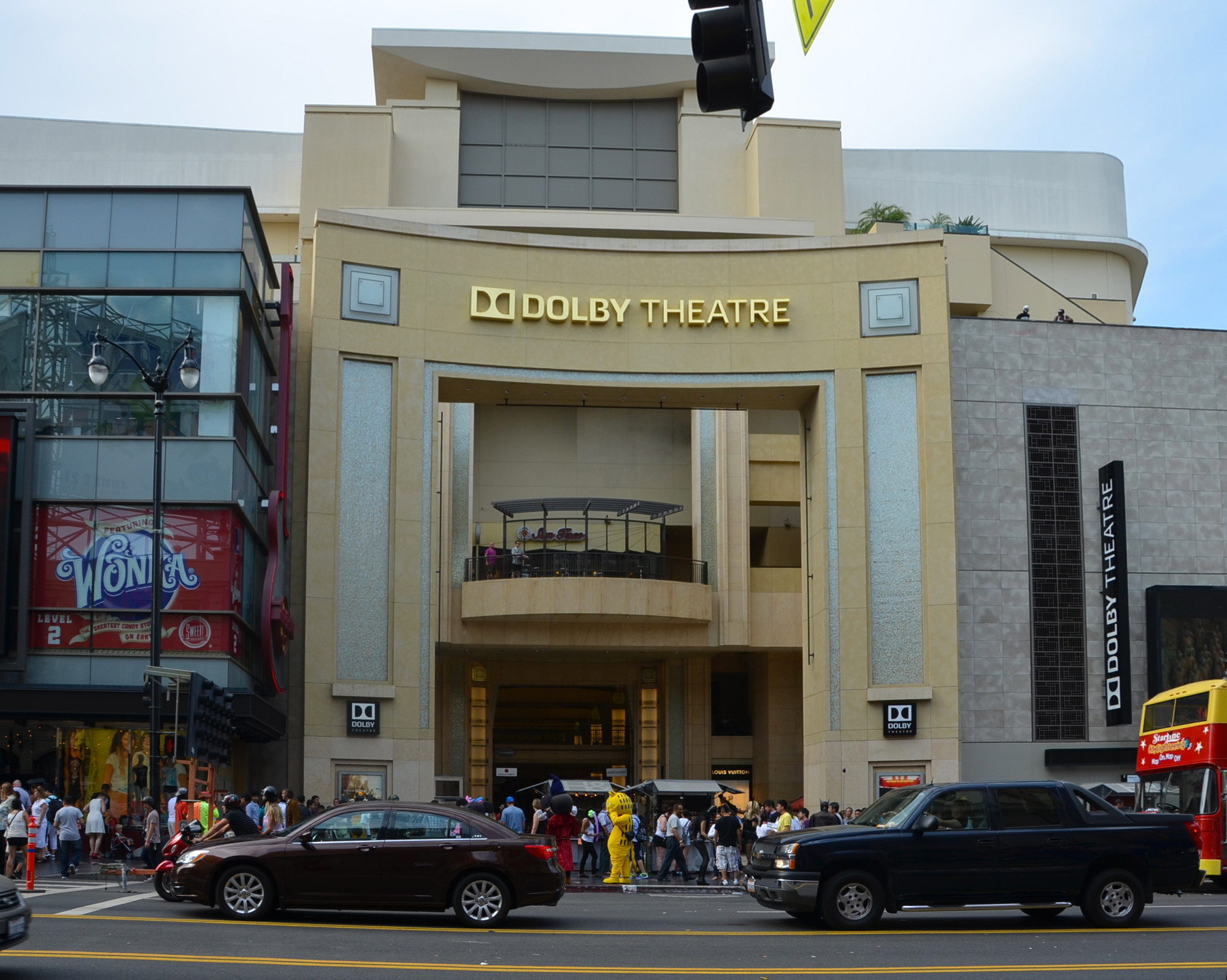
Das Dolby Theatre, Veranstaltungsort der Oscarverleihung 2017

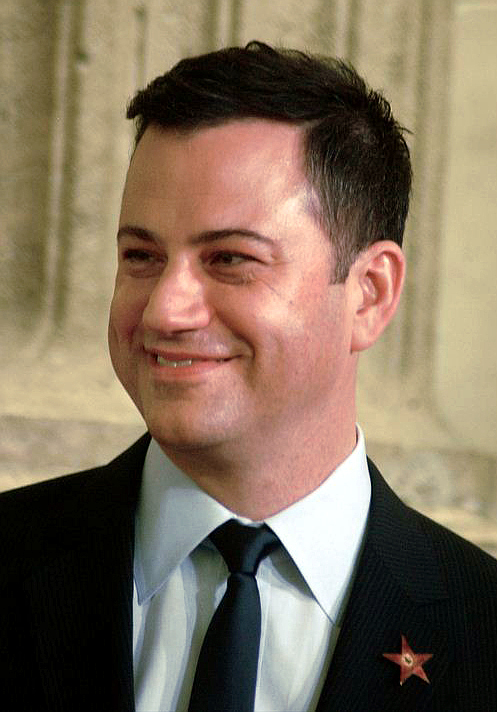
Jimmy Kimmel, Moderator der Verleihung

Die 89. Verleihung der Oscars (englisch 89th Academy Awards) für das Filmjahr 2016 fand am 26. Februar 2017 im Dolby Theatre in Los Angeles statt.
Die Produktion der Oscarverleihung übernahmen erstmals die beiden US-amerikanischen Filmproduzenten Michael De Luca und Jennifer Todd. Gastgeber der Preisverleihung war erstmals der Komiker und Late-Night-Show-Moderator Jimmy Kimmel, der zuvor schon zweimal die Emmy-Awards (2012, 2016) moderierte.
Die Nominierungen wurden am 24. Januar 2017 verkündet. Erstmals wurden sie dabei per Presseaussendung bekanntgegeben und nicht, wie bislang, vor einem aus Journalisten bestehenden Publikum präsentiert. Das Musical La La Land führte das Favoritenfeld mit 14 Nominierungen an und ist damit nach Alles über Eva (1950) und Titanic (1997) der dritte Film mit dieser Rekordzahl. Nominiert waren auch der deutsche Beitrag Toni Erdmann von Maren Ade (Kategorie: Bester fremdsprachiger Film) und der Schweizer Beitrag Mein Leben als Zucchini von Claude Barras (Bester Animationsfilm). Auch die Deutschen Volker Bertelmann und Marcel Mettelsiefen waren für einen Oscar nominiert. Bertelmann alias Hauschka hatte gemeinsam mit Dustin O’Halloran die Musik zum Film Lion – Der lange Weg nach Hause geschrieben. Mettelsiefen drehte zusammen mit Stephen Ellis den nominierten Dokumentar-Kurzfilm Das Schicksal der Kinder von Aleppo.
| Film                                              | N  | A |
| ------------------------------------------------- | -- | - |
| La La Land                                        | 14 | 6 |
| Moonlight                                         | 8  | 3 |
| Arrival                                           | 8  | 1 |
| Hacksaw Ridge – Die Entscheidung                  | 6  | 2 |
| Manchester by the Sea                             | 6  | 2 |
| Lion – Der lange Weg nach Hause                   | 6  | 0 |
| Fences                                            | 4  | 1 |
| Hell or High Water                                | 4  | 0 |
| Hidden Figures – Unerkannte Heldinnen             | 3  | 0 |
| Jackie: Die First Lady                            | 3  | 0 |
| Phantastische Tierwesen und wo sie zu finden sind | 2  | 1 |
| Deepwater Horizon                                 | 2  | 0 |
| Florence Foster Jenkins                           | 2  | 0 |
| Kubo – Der tapfere Samurai                        | 2  | 0 |
| Ein Mann namens Ove                               | 2  | 0 |
| Passengers                                        | 2  | 0 |
| Rogue One: A Star Wars Story                      | 2  | 0 |
| Vaiana                                            | 2  | 0 |

## Preisträger und Nominierungen

### Bester Film
präsentiert von Warren Beatty und Faye Dunaway

(verkündet von Jordan Horowitz)
Moonlight – Dede Gardner, Jeremy Kleiner, Adele Romanski
Arrival – Dan Levine, Shawn Levy, David Linde, Aaron Ryder
Fences – Todd Black, Scott Rudin, Denzel Washington
Hacksaw Ridge – Die Entscheidung (Hacksaw Ridge) – William M. Mechanic,  David Permut
Hell or High Water – Carla Hacken, Julie Yorn
Hidden Figures – Unerkannte Heldinnen (Hidden Figures) – Peter Chernin, Donna Gigliotti, Theodore Melfi, Jenno Topping, Pharrell Williams
La La Land – Fred Berger, Jordan Horowitz, Marc Platt
Lion – Der lange Weg nach Hause (Lion) – Iain Canning, Angie Fielder, Emile Sherman
Manchester by the Sea – Lauren Beck, Matt Damon, Chris Moore, Kimberly Steward, Kevin J. Walsh

### Beste Regie
präsentiert von Halle Berry
Damien Chazelle – La La Land
Mel Gibson – Hacksaw Ridge – Die Entscheidung (Hacksaw Ridge)
Barry Jenkins – Moonlight
Kenneth Lonergan – Manchester by the Sea
Denis Villeneuve – Arrival

### Bester Hauptdarsteller
präsentiert von Brie Larson
Casey Affleck – Manchester by the Sea
Andrew Garfield – Hacksaw Ridge – Die Entscheidung (Hacksaw Ridge)
Ryan Gosling – La La Land
Viggo Mortensen – Captain Fantastic – Einmal Wildnis und zurück (Captain Fantastic)
Denzel Washington – Fences

### Beste Hauptdarstellerin
präsentiert von Leonardo DiCaprio
Emma Stone – La La Land
Isabelle Huppert – Elle
Ruth Negga – Loving
Natalie Portman – Jackie: Die First Lady (Jackie)
Meryl Streep – Florence Foster Jenkins

### Bester Nebendarsteller
präsentiert von Alicia Vikander
Mahershala Ali – Moonlight
Jeff Bridges – Hell or High Water
Lucas Hedges – Manchester by the Sea
Dev Patel – Lion – Der lange Weg nach Hause (Lion)
Michael Shannon – Nocturnal Animals

### Beste Nebendarstellerin
präsentiert von Mark Rylance
Viola Davis – Fences
Naomie Harris – Moonlight
Nicole Kidman – Lion – Der lange Weg nach Hause (Lion)
Octavia Spencer – Hidden Figures – Unerkannte Heldinnen (Hidden Figures)
Michelle Williams – Manchester by the Sea

### Bestes adaptiertes Drehbuch
präsentiert von Amy Adams
Barry Jenkins, Tarell Alvin McCraney – Moonlight
Luke Davies – Lion – Der lange Weg nach Hause (Lion)
Eric Heisserer – Arrival
Theodore Melfi, Allison Schroeder – Hidden Figures – Unerkannte Heldinnen (Hidden Figures)
August Wilson (postum) – Fences

### Bestes Originaldrehbuch
präsentiert von Ben Affleck und Matt Damon
Kenneth Lonergan – Manchester by the Sea
Damien Chazelle – La La Land
Efthymis Filippou, Giorgos Lanthimos – The Lobster
Mike Mills – Jahrhundertfrauen (20th Century Women)
Taylor Sheridan – Hell or High Water

### Beste Kamera
präsentiert von Javier Bardem und Meryl Streep
Linus Sandgren – La La Land
Greig Fraser – Lion – Der lange Weg nach Hause (Lion)
James Laxton – Moonlight
Rodrigo Prieto – Silence
Bradford Young – Arrival

### Bestes Szenenbild
präsentiert von Jamie Dornan und Dakota Johnson
Sandy Reynolds-Wasco, David Wasco – La La Land
Stuart Craig, Anna Pinnock – Phantastische Tierwesen und wo sie zu finden sind (Fantastic Beasts and Where to Find Them)
Jess Gonchor, Nancy Haigh – Hail, Caesar!
Guy Hendrix Dyas, Gene Serdena – Passengers
Paul Hotte, Patrice Vermette  – Arrival

### Bestes Kostümdesign
präsentiert von Kate McKinnon und Jason Bateman
Colleen Atwood – Phantastische Tierwesen und wo sie zu finden sind (Fantastic Beasts and Where to Find Them)
Consolata Boyle – Florence Foster Jenkins
Madeline Fontaine – Jackie: Die First Lady (Jackie)
Joanna Johnston – Allied – Vertraute Fremde (Allied)
Mary Zophres – La La Land

### Beste Filmmusik
präsentiert von Samuel L. Jackson
Justin Hurwitz – La La Land
Nicholas Britell – Moonlight (Artikel zum Soundtrack)
Mica Levi – Jackie: Die First Lady (Jackie)
Thomas Newman – Passengers
Dustin O’Halloran und Hauschka – Lion – Der lange Weg nach Hause (Lion) (Artikel zum Soundtrack)

### Bester Song
präsentiert von Scarlett Johansson
„City of Stars“ aus La La Land – Justin Hurwitz, Benj Pasek und Justin Paul
„Audition (The Fools Who Dream)“ aus La La Land – Justin Hurwitz, Benj Pasek und Justin Paul
„Can’t Stop the Feeling!“ aus Trolls – Justin Timberlake, Max Martin und Karl Johan Schuster
„The Empty Chair“ aus Jim Foley – Realität des Terrors (Jim: The James Foley Story) – J. Ralph, Sting
„How Far I’ll Go“ aus Vaiana (Moana) – Lin-Manuel Miranda

### Bestes Make-up und beste Frisuren
präsentiert von Kate McKinnon und Jason Bateman
Alessandro Bertolazzi, Giorgio Gregorini und Christopher Nelson – Suicide Squad
Eva von Bahr und Love Larson – Ein Mann namens Ove (En man som heter Ove)
Joel Harlow und Richard Alonzo – Star Trek Beyond

### Bester Schnitt
präsentiert von Michael J. Fox und Seth Rogen
John Gilbert – Hacksaw Ridge – Die Entscheidung (Hacksaw Ridge)
Tom Cross – La La Land
Jake Roberts – Hell or High Water
Nat Sanders und Joi McMillon – Moonlight
Joe Walker – Arrival

### Bester Ton
präsentiert von Sofia Boutella und Chris Evans
Kevin O’Connell, Andy Wright, Robert Mackenzie und Peter Grace – Hacksaw Ridge – Die Entscheidung (Hacksaw Ridge)
Andy Nelson, Ai-Ling Lee und Steven A. Morrow – La La Land
David Parker, Christopher Scarabosio und Stuart Wilson – Rogue One: A Star Wars Story
Gary Summers, Jeffrey J. Haboush und Mac Ruth – 13 Hours: The Secret Soldiers of Benghazi
Bernard Gariépy Strobl und Claude La Haye – Arrival

### Bester Tonschnitt
präsentiert von Sofia Boutella und Chris Evans
Sylvain Bellemare – Arrival
Ai-Ling Lee und Mildred Iatrou Morgan – La La Land
Robert Mackenzie und Andy Wright – Hacksaw Ridge – Die Entscheidung (Hacksaw Ridge)
Alan Robert Murray und Bub Asman – Sully
Wylie Stateman und Renée Tondelli – Deepwater Horizon

### Beste visuelle Effekte
präsentiert von Riz Ahmed und Felicity Jones
Robert Legato, Adam Valdez, Andrew R. Jones und Dan Lemmon – The Jungle Book
Craig Hammack, Jason Snell, Jason Billington und Burt Dalton – Deepwater Horizon
Stéphane Ceretti, Richard Bluff, Vincent Cirelli und Paul Corbould – Doctor Strange
Steve Emerson, Oliver Jones, Brian McLean und Brad Schiff – Kubo – Der tapfere Samurai (Kubo and the Two Strings)
John Knoll, Mohen Leo, Hal T. Hickel und Neil Corbould – Rogue One: A Star Wars Story

### Bester Animationsfilm
präsentiert von Gael García Bernal und Hailee Steinfeld
Zoomania (Zootopia) – Byron Howard, Rich Moore und Clark Spencer
Kubo – Der tapfere Samurai (Kubo and the Two Strings) – Travis Knight und Arianne Sutner
Mein Leben als Zucchini (Ma vie de Courgette) – Claude Barras und Max Karli
Die rote Schildkröte (La tortue rouge) aka (The Red Turtle) – Michael Dudok de Wit und Toshio Suzuki
Vaiana (Moana) – John Musker, Ron Clements und Osnat Shurer

### Bester animierter Kurzfilm
präsentiert von Gael García Bernal und Hailee Steinfeld
Piper – Alan Barillaro und Marc Sondheimer
Blind Vaysha – Theodore Ushev
Borrowed Time – Andrew Coats und Lou Hamou-Lhadj
Pear Cider and Cigarettes – Robert Valley und Cara Speller
Pearl – Patrick Osborne

### Bester Kurzfilm
präsentiert von Salma Hayek und David Oyelowo
Mindenki – Kristóf Deák und Anna Udvardy
Ennemis intérieurs – Sélim Azzazi
Die Frau und der Schnellzug (La Femme et le TGV) – Timo von Gunten und Giacun Caduff
Silent Nights – Aske Bang und Kim Magnusson
Timecode – Juanjo Giménez

### Bester Dokumentarfilm
präsentiert von Janelle Monáe, Taraji P. Henson, Octavia Spencer und Katherine Johnson
O.J. Simpson – Eine amerikanische Saga (O. J.: Made in America) – Ezra Edelman und Caroline Waterlow
Der 13. (13th) – Ava DuVernay, Spencer Averick und Howard Barish
I Am Not Your Negro – Raoul Peck, Rémi Grellety und Hébert Peck
Life, Animated – Roger Ross Williams und Julie Goldman
Seefeuer (Fuocoammare) – Gianfranco Rosi und Donatella Palermo

### Bester Dokumentar-Kurzfilm
präsentiert von Salma Hayek und David Oyelowo
Die Weißhelme (The White Helmets) – Orlando von Einsiedel und Joanna Natasegara
4.1 Miles – Daphne Matziaraki
Extremis – Dan Krauss
Joe’s Violin – Kahane Cooperman und Raphaela Neihausen
Das Schicksal der Kinder von Aleppo (Watani: My Homeland) – Marcel Mettelsiefen und Stephen Ellis

### Bester fremdsprachiger Film
präsentiert von Charlize Theron und Shirley MacLaine
The Salesman (فروشنده, Forushande), Iran (Regie: Asghar Farhadi)
(Entgegengenommen von der Academy)
Ein Mann namens Ove (En man som heter Ove), Schweden (Regie: Hannes Holm)
Tanna – Eine verbotene Liebe (Tanna), Australien (Regie: Bentley Dean und Martin Butler)
Toni Erdmann, Deutschland (Regie: Maren Ade)
Unter dem Sand – Das Versprechen der Freiheit (Under sandet), Dänemark (Regie: Martin Zandvliet)

## KategorieBester fremdsprachiger Film

### Einsendungen
Für die Kategorie Bester fremdsprachiger Film bewarben sich mit insgesamt 89 Ländern acht mehr als im Vorjahr, wobei die Einsendungen Afghanistans, Armeniens, Kameruns und Tunesiens nicht zugelassen wurden. Mit dem Filmdrama I Am Nojoom, Age 10 and Divorced der Regisseurin Khadija al-Salami wurde erstmals ein Beitrag aus dem Jemen eingereicht.
Aus den 85 zugelassenen Einsendungen wurde eine Vorauswahl (Shortlist) von neun Filmen getroffen und am 15. Dezember 2016 veröffentlicht. Neben den fünf letztlich nominierten Filmen gehörten zur Shortlist außerdem Einfach das Ende der Welt (Kanada, Regie: Xavier Dolan), The King’s Choice – Angriff auf Norwegen (Norwegen, Regie: Erik Poppe), Paradies (Russland, Regie: Andrei Kontschalowski) und Mein Leben als Zucchini (Schweiz, Regie: Claude Barras).
Österreichs Kandidat war das Historiendrama Vor der Morgenröte von Maria Schrader. Die Academy of Motion Picture Arts and Sciences (AMPAS) hatte den österreichischen Beitrag zunächst abgelehnt und dies mit der Unausgewogenheit der kreativen Beteiligung begründet. Da sowohl die Regisseurin, der Drehbuchautor, aber auch der Produzent aus Deutschland stammen, und auch der komplette Film außerhalb Österreichs gedreht wurde, sei die Beteiligung Österreichs am Film zu gering, um als österreichischer Kandidat zu gelten. Als nur wenige Tage später jedoch die AMPAS die vollständige Liste der nominierten Titel publizierte, befand sich Vor der Morgenröte dennoch darunter, gelangte aber nicht in die engere Auswahl.

### Einreiseverbot von Asghar Farhadi
Mit der Executive Order 13769 mit dem Titel „Protecting the Nation from Foreign Terrorist Entry into the United States“ ordnete US-Präsident Donald Trump am 27. Januar 2017 für Staatsangehörige der sieben muslimisch geprägten Länder Iran, Irak, Jemen, Libyen, Somalia, Sudan und Syrien ein 90-tägiges Einreiseverbot an. Dies bezog sich nicht nur auf Flüchtende, sondern auf alle Staatsbürger dieser Länder (einschließlich Geschäftsleuten, Touristen, Sportlern, Studenten, Wissenschaftlern, Künstlern, Journalisten etc.) und galt auch für Personen, die ein gültiges Visum besaßen, und ebenso für Menschen, die im Besitz einer Green Card waren. Ausgenommen waren nur Diplomaten, Mitarbeiter internationaler Organisationen sowie Personen, die zu den Vereinten Nationen reisten.

Von diesem Einreiseverbot war somit zunächst auch der iranische Filmregisseur Asghar Farhadi betroffen, der für seinen Film The Salesman in der Kategorie Bester fremdsprachiger Film nominiert war. Farhadi entschied bereits vor der Aussetzung des Dekrets, der Verleihung fernzubleiben, selbst wenn es Ausnahmeregelungen für ihn geben sollte. Auch die Academy äußerte sich zu dem verhängten Einreiseverbot:
“As supporters of filmmakers — and the human rights of all people — around the globe, we find it extremely troubling that Asghar Farhadi, the director of the Oscar-winning film from Iran, ‘A Separation,’ along with the cast and crew of this year’s Oscar-nominated film ‘The Salesman,’ could be barred from entering the country because of their religion or country of origin.”
Die fünf in der Kategorie Bester fremdsprachiger Film nominierten Regisseure verurteilten in einem gemeinsamen Brief das „fanatische und nationalistische Klima, das wir derzeit in den USA erleben“. Bei der Preisverleihung ließ Farhadi eine Erklärung verlesen, in der es hieß:
„Meine Abwesenheit geschieht aus Respekt vor den Einwohnern meines Landes und den sechs anderen Ländern, denen durch den unmenschlichen Einreisestopp in die USA Verachtung entgegengebracht wird. Wer die Welt in Kategorien von ‚Wir‘ und ‚unsere Feinde‘ einteilt, schafft Angst.
[…]
Filmemacher können mit ihren Kameras gemeinsame menschliche Qualitäten einfangen und Stereotype über verschiedene Nationalitäten und Religionen aufbrechen. Sie erzeugen Empathie zwischen uns und anderen. Eine Empathie, die wir heute mehr brauchen denn je. […]“

## Ehren-Oscars

### Honorary Award
Die vom Board of Governors der Academy of Motion Picture Arts and Sciences bestimmten Ehrenpreisträger wurden am 12. November 2016 bei den achten Governors Awards ausgezeichnet. Die Preisträger bei diesem Galadinner im Ray Dolby Ballroom des Hollywood & Highland Center waren:
Jackie Chan, hongkong-chinesischer Schauspieler
Anne V. Coates, britische Filmeditorin
Lynn Stalmaster, US-amerikanischer Casting-Regisseur
Frederick Wiseman, US-amerikanischer Filmregisseur

## In Memoriam
Das Segment „In Memoriam“, mit dem alljährlich in einem kurzen Video der wichtigsten Verstorbenen im Bereich Film gedacht wird, wurde von Jennifer Aniston präsentiert. In ihrer Rede erwähnte Aniston auch den Schauspieler Bill Paxton, der am Vortag verstorben war und nicht mehr ins Segment aufgenommen werden konnte. Während der Aufführung sang Sara Bareilles das Lied Both Sides, Now. Folgende Künstler wurden im Segment erwähnt:
- Arthur Hiller, Regisseur, Produzent
- Ken Adam, Szenenbildner
- Tracy Scott, Skript-Supervisorin
- Bill Nunn, Schauspieler
- Alice Arlen, Autorin
- George Kennedy, Schauspieler
- Gene Wilder, Schauspieler, Autor, Regisseur
- Donald P. Harris, Executive
- Paul Sylbert, Szenenbildner
- Michael Cimino, Regisseur, Autor
- Andrzej Wajda, Regisseur
- Patty Duke, Schauspielerin
- Garry Marshall, Regisseur, Autor, Produzent
- Wilma Baker, Animations-Künstlerin
- Emmanuelle Riva, Schauspielerin
- Janet Patterson, Kostümbildnerin (mit falschem Bild, siehe unter „Besondere Vorkommnisse“)
- Anton Yelchin, Schauspieler
- Mary Tyler Moore, Schauspielerin
- Prince, Sänger, Song-Writer, Schauspieler, Regisseur
- Kenny Baker, Schauspieler
- John Hurt, Schauspieler
- Jim Clark, Filmeditor
- Norma Moriceau, Kostümbildnerin
- Fern Buchner, Maskenbildnerin
- Kit West, Special-Effects-Künstler
- Lupita Tovar, Schauspielerin
- Manlio Rocchetti, Maskenbildner
- Pat Conroy, Autor
- Nancy Davis Reagan, Schauspielerin
- Abbas Kiarostami, Regisseur, Autor
- William Peter Blatty, Autor, Regisseur
- Ken Howard, Schauspieler
- Tyrus Wong, Illustrator
- Héctor Babenco, Regisseur, Autor, Produzent
- Curtis Hanson, Regisseur, Autor
- Marni Nixon, Sängerin, Schauspielerin
- Ray West, Sound-Mixer
- Raoul Coutard, Kameramann, Regisseur
- Zsa Zsa Gabor, Schauspielerin
- Antony Gibbs, Filmeditor
- Om Puri, Schauspieler
- Andrea Jaffe, Publizistin
- Richard Portman, Sound Mixer
- Debbie Reynolds, Schauspielerin
- Carrie Fisher, Schauspielerin, Autorin

Kritisiert wurde die Nichterwähnung der ebenfalls in den letzten 12 Monaten verstorbenen Schauspieler Garry Shandling, Robert Vaughn, Florence Henderson, Doris Roberts, Alexis Arquette, Burt Kwouk, Miguel Ferrer, Jon Polito und des Produzenten Dan Ireland.

## Besondere Vorkommnisse

### Fehler bei der Bekanntgabe des besten Films
In der finalen Kategorie Bester Film wurde von Warren Beatty und Faye Dunaway zunächst der falsche Gewinner La La Land ausgerufen; erst nach den Dankesreden der La-La-Land-Produzenten Jordan Horowitz, Marc Platt und Fred Berger wurde der tatsächliche Gewinner Moonlight bekanntgegeben. Beatty war hinter der Bühne irrtümlich die zweite Ausfertigung des Umschlags mit der zuvor verkündeten Gewinnerin der Kategorie Beste Hauptdarstellerin, Emma Stone in La La Land, ausgehändigt worden. Verantwortlich für die Übergabe der Umschläge waren zwei Mitarbeiter der Wirtschaftsprüfungsgesellschaft PricewaterhouseCoopers, die nach Ansicht ihres Arbeitgebers zu lange warteten, um den Fehler zu korrigieren. Der Mitarbeiter, dem dieser unterlief, twitterte – von der Oscar-Akademie untersagt – Backstage-Fotos, was ihn nach Medienmeinung von seiner Aufgabe abgelenkt haben könnte.

### Fehler im Segment „In Memoriam“
Ein weiterer Fehler ereignete sich in der Sparte „In Memoriam“. Dort wurde unter anderem der im Oktober 2016 verstorbenen Kostümdesignerin Janet Patterson gedacht. Allerdings wurde neben Pattersons Namen ein Foto der noch lebenden Filmproduzentin Jan Chapman eingeblendet.